# Сан Микеле (Вербано-Кузио-Осола)
Сан Микеле је насеље у Италији у округу Вербано-Кузио-Осола, региону Пијемонт.
Према процени из 2011. у насељу је живело 40 становника. Насеље се налази на надморској висини од 1269 м.